# Trichoniscus anopthalmus
Trichoniscus anopthalmus är en kräftdjursart som beskrevs av Albert Vandel 1967. Trichoniscus anopthalmus ingår i släktet Trichoniscus och familjen Trichoniscidae. Utöver nominatformen finns också underarten T. a. intermedius.